# Abderrahmane Youssoufi
Abderrahmane Youssoufi in arabo  عبد الرحمن اليوسفي  (Tangeri, 8 marzo 1924 – Casablanca, 29 maggio 2020) è stato un politico marocchino, primo ministro del Marocco dal febbraio 1998 all'ottobre 2002 per l'Unione Socialista delle Forze Popolari.